# 男人胸女人Home
《男人胸女人Home》是一部香港色情电影，1998年上映。这部电影由朱偉光担任导演，並由關寶慧、蔡衍微、鄭浩南、雷宇揚主演

## 演员
- 關寶慧 饰 潘清香(粵語配音：陸惠玲)
- 鄭浩南 饰 劉深(粵語配音：陳欣)
- 蔡衍微 饰 idol(粵語配音：鄭麗麗)
- 雷宇揚 饰 Mark K(粵語配音：張炳強)
- 黎耀祥 饰 扁(粵語配音：羅偉傑)
- 譚耀文 饰 陳鐵男
- 許紹雄 饰 劉深上司(粵語配音：潘文柏)
- 鄧兆尊 饰 記者(粵語配音：羅偉傑)
- 方平 饰 金雲風(粵語配音：張炳強)
- 夏萍 饰 苗老太(粵語配音：黃鳳英)
- 田啟文 饰 琛友(粵語配音：羅偉傑)
- 車保羅
- 鄧再森
- 鍾麗淇

## 分級制度
| 國家／地區 | 級別 |
| 香港       | ⅡB   |